# Фірлюк кордофанський
Фірлюк кордофанський (Mirafra cordofanica) — вид горобцеподібних птахів родини жайворонкових (Alaudidae). Мешкає в африканському регіоні Сахель.

## Опис
Довжина птаха становить 14 см, з яких від 5,1 до 6 см припадає на хвіст. Довжина дзьоба становить 1,1—1,3 см. Виду не притаманний статевий диморфізм.
Верхня частина тіла рудувато-коричнева. На спині світло-рудувато-коричневі смуги. Над очима світлі «брови», горло біле. Груди коричневі, поцятковані темними плямками. Решта нижньої частини тіла білувата, крила рудувато-коричневі. Крайні стернові пера на хвості білі, центральні — рудувато-коричневі, решта чорні.

## Поширення та екологія
Кордофанські фірлюки мешкають у двох ізольованих регіонах: перший охоплює центральну частину Судану, а також деякі райони Чаду і Південного Судану, а другий простягається від північного Сенегалу через Мавританію, Малі та Буркіна-Фасо до південно-західної частини Нігеру.
Кордофанські фірлюки живуть в африканській савані, порослій чагарниками та злаками роду Aristida.

## Поведінка
Кордофанські фірлюки харчуються насінням і комахами. У Мавританії гніздяться з травня по серпень, в Малі — з травня по липень, в Судані — з травня по вересень. Як і більшість жайворонків, розміщують гніздо на землі.